# Festival Brasília de Cultura Popular
O Festival Brasília de Cultura Popular é um evento ocorrido anualmente em Brasília para difundir a cultura popular. Idealizado pelo grupo Seu Estrelo e o Fuá do Terreiro em 2005, quando teve sua primeira edição, o festival é considerado um dos maiores eventos de cultura popular do Distrito Federal e do Brasil e tem como propósito celebrar a chegada do Calango Voador, mito regional. Recebe atrações culturais nacionais e internacionais e promove oficinas de teatro popular, dança e interpretação, além de debates e palestras.

## História
O Festival Brasília de Cultura Popular foi idealizado em 2005 em Brasília por Seu Estrelo e o Fuá do Terreiro, grupo que já vinha realizando apresentações folclóricas na região há alguns anos. Com o intuito de ampliar a divulgação de seus trabalhos, difundindo ainda mais a cultura popular, realizaram o evento sob uma tenda de circo improvisada, onde se apresentaram, juntamente com os grupos Maracatu Estrela Brilhante, de Pernambuco, e Moçambique Santa Efigênia, de Minas Gerais. Na ocasião, reuniu mil pessoas, entre participantes e espectadores.
No ano seguinte, a Fundação Nacional das Artes (Funarte) cedeu o espaço de seu complexo cultural para a realização do festival, que passou muitos anos sendo realizado lá e posteriormente conseguiu uma sede própria, o Centro Tradicional de Invenção Cultural, na 813 Sul. Nessa segunda edição, o evento contou pela primeira vez com a participação de um convidado internacional, o artista africano Petit Mamady Keita, que batia tambores em reverência à mãe África. Daí em diante, passou a ter o costume de receber alguma atração internacional, como Los Gaiteiros de Punta Brava, da Colômbia, em 2009, ano em que se consolidou como um dos maiores festivais do Distrito Federal. Em 2017, vinte mil pessoas prestigiaram os espetáculos.
O evento acontece entre novembro e dezembro de cada ano, tendo seu local e suas atrações divulgados meses antes. Para a entrada é exigida a doação de um quilo de alimento não perecível.

## Edições
| Ano  | Nome                                      | Local | Atrações e participantes |
| ---- | ----------------------------------------- | --- | --- |
| 2005 | I Festival Brasília de Cultura Popular    | Sob uma tenda de circo | Seu Estrelo e o Fuá do Terreiro (DF), Maracatu Estrela Brilhante (PE) e o Moçambique Santa Efigênia (MG) |
| 2006 | II Festival Brasília de Cultura Popular   | Fundação Nacional das Artes (Funarte) | Grupos da cultura popular de tofo o Brasil, além do africano Petit Mamady Keita, representando os tambores da mãe África. |
| 2007 | III Festival Brasília de Cultura Popular  | Fundação Nacional das Artes (Funarte) | ? |
| 2008 | IV Festival Brasília de Cultura Popular   | Fundação Nacional das Artes (Funarte) | ? |
| 2009 | V Festival Brasília de Cultura Popular    | Fundação Nacional das Artes (Funarte) | Maracatu Piaba de Ouro (PE), Seu Estrelo e o Fuá do Terreiro – A roda, Samba de Coco Raizes de Arcoverde, Roda de Palhaços, Mambembrincantes (DF), Cacuriá Filha Herdeira (DF), Passarinhos do Cerrado (GO), Vozes da Mussuca (SE), Maciel Salú (PE), Carimbó Quentes da Madrugada (PA), Mariene de Castro (BA), Intervenção cultural com Pé de Cerrado (DF), Roda de Mamulengo, Baianas do Coqueiro Seco (AL), Seu Estrelo e o Fuá do Terreiro - lançamento do CD, Paito e Los Gaiteros de Punta Brava (Colômbia), Ilê Aiyê (BA) e Intervenção cultural com Mestre Zé do Pife e as Juvelinas (DF). |
| 2010 | VI Festival Brasília de Cultura Popular   | Fundação Nacional das Artes (Funarte) | Família Vagamundi, da Bahia, e Pé de Jasmim, do Ceará, na Tenderê, Mamulengo Presepada, Boi de Seu Teodoro, Pé de Cerrado, Circo Companhia Fluxo, Cacuriá Filha Herdeira e Seu Estrelo e o Fuá do Terreiro, do Distrito Federal, Caboclinho 7 Flexas, Renata Rosa, Afoxé Alafin Oyó e Terno Quente com Alessandra Leão, Hélder Vasconcelos, Sérgio Cassiano e Maurício Alves, de Pernambuco, Redandá, de São Paulo, e Jongo da Serrinha, do Rio de Janeiro. |
| 2011 | VII Festival Brasília de Cultura Popular  | Fundação Nacional das Artes (Funarte) | Aurinha do Coco (PE), Ana Lúcia do Coco do Amaro Branco (PE), Martinha do Coco (DF), Boi do Seu Teodoro (DF), Orquestra Marafreboi, artista pernambucano Piaba de Ouro, compostitora e pesquisadora pernambucana de maracatu-rural Renata Rosa, companhia de teatro Filhos de Gandhy, um bloco baiano de afoxé, cantor Siba e grupo Fuloresta. |
| 2012 | VIII Festival Brasília de Cultura Popular | Fundação Nacional das Artes (Funarte) | Inauguração da Escola Digital de Batuque Tradicional, site criado para registrar, divulgar e difundir as manifestações culturais do Brasil, apresentações dos integrantes da Velha guarda da Escola de Samba Mangueira e do músico Antônio Nóbrega, apresentação da “A Água, a Mata e a Tradição”, uma discussão científica, musical e poética sobre a importância da preservação do meio ambiente, e outros espetáculos circenses e de danças. |
| 2013 | IX Festival Brasília de Cultura Popular   | De 2 a 5 de dezembro no Espaço Eco das Tradições, 6 de dezembro no Centro Tradicional de Invenção Cultural, 7 e 8 de dezembro no Museu Nacional da República. | "A Roda – O Alado, a Tristeza e o Espantoso Rio que Bebe Nuvens e Mija Mar" (Seu Estrelo e o Fuá do Terreiro), "Do Continente Irmão que Formou a Nossa Gente, de Jú Cata História (SP), "Maria das Alembranças e as Criaturas do Cerrado" – Luciana Meireles (DF), "Histórias Possíveis de Clarice" – Jú Cata História (SP), "Coisa de Mulher" – As Caixeiras (DF), Tambor de Crioula do Seu Teodoro (DF), Adiel Luna e o Coco Camará (PE), Samba de Roda com Semente Jogo de Angola (DF), Espetáculo "A Chegada do Calango Voador" com a Orquestra Alada Trovão da Mata (DF), Ponto BR, Caixa de Mitos – As Caixeiras (DF), Congada Catupé Caboclo (DF), Caravana Rabequeiros de Pernambuco (PE), e A Sambada – Toadas de Truvão para brotação de Chuva. |
| 2014 | X Festival Brasília de Cultura Popular    | ? | ? |
| 2015 | XI Festival Brasília de Cultura Popular   | Centro Tradicional de Invenção Cultural e Fundação Nacional das Artes (Funarte)                                                                               | Seu Estrelo e o Fuá do Terreiro, As Caixeiras, Mamulengo Fuzuê e Boi de Seu Teodoro, do Distrito Federal, Carneiro Manso, Coco Amazucado Raio de Luz e Afoxé Alafim de Oió e os artistas Maciel Salú e Renata Rosa, de Pernambuco, e Coco de Oiá de São Paulo. |
| 2016 | XII Festival Brasília de Cultura Popular  | ? | ? |
| 2017 | XIII Festival Brasília de Cultura Popular | ? | ? |
| 2018 | XIV Festival Brasília de Cultura Popular  | ? | ? |
| 2019 | XV Festival Brasília de Cultura Popular   | ? | ? |

## Honrarias
O festival foi contemplado com o "Prêmio Cultura Populares – Mestre Duda 100 anos de Frevo", concedido pela Secretaria de Identidade e Diversidade Cultural do Ministério da Cultura, por sua importância para Brasília e pela abertura de mais um espaço completamente voltado para a cultura e para o imaginário popular.